# ألفونسو سميث (لاعب كرة قدم أمريكية أمريكي)
ألفونسو سميث (بالإنجليزية: Alfonso Smith)‏ هو لاعب كرة قدم أمريكية أمريكي، ولد في 23 يناير 1987 في سان بيرناردينو في الولايات المتحدة.

## وصلات خارجية
- ألفونسو سميث على موقع مرجع كرة القدم المحترفة.كوم (الإنجليزية)